# Caso Fundación Wikimedia contra la Agencia de Seguridad Nacional
El caso de la Fundación Wikimedia contra la Agencia de Seguridad Nacional (en inglés: Wikimedia Foundation, et al. v. National Security Agency, et al.) es una demanda emitida por la Unión Estadounidense por las Libertades Civiles (ACLU) en nombre de la Fundación Wikimedia y varias organizaciones sin fines de lucro en contra de la Agencia de Seguridad Nacional (NSA), el Departamento de Justicia de los Estados Unidos (DOJ) y otros altos cargos nombrados del Gobierno federal de EE. UU., alegando en acusación sobre la vigilancia masiva de los usuarios de Wikipedia llevada a cabo por la NSA, en el marco del sistema de espionaje denominado como «Upstream». La demanda afirma además que este programa infringe la Primera Enmienda a la Constitución estadounidense, que protege la libertad de expresión, y la Cuarta Enmienda a la Constitución, que prohíbe los registros e incautaciones arbitrarias.
La demanda se presentó ante el Tribunal de Distrito de los EE. UU. para el Distrito de Maryland, ya que la NSA tiene su sede dentro del estado en Fort Meade. La demanda fue desestimada en octubre de 2015 por el juez T. S. Ellis III; esta decisión fue recurrida cuatro meses después ante la Corte de Apelaciones del Cuarto Circuito por la Fundación Wikimedia (WMF). La Corte de Apelaciones consideró que la desestimación era válida para todos los demandantes excepto para la propia Fundación, cuyas alegaciones el tribunal consideró lo suficientemente «plausibles» como para tener capacidad legal para que el caso fuera devuelto al tribunal inferior.

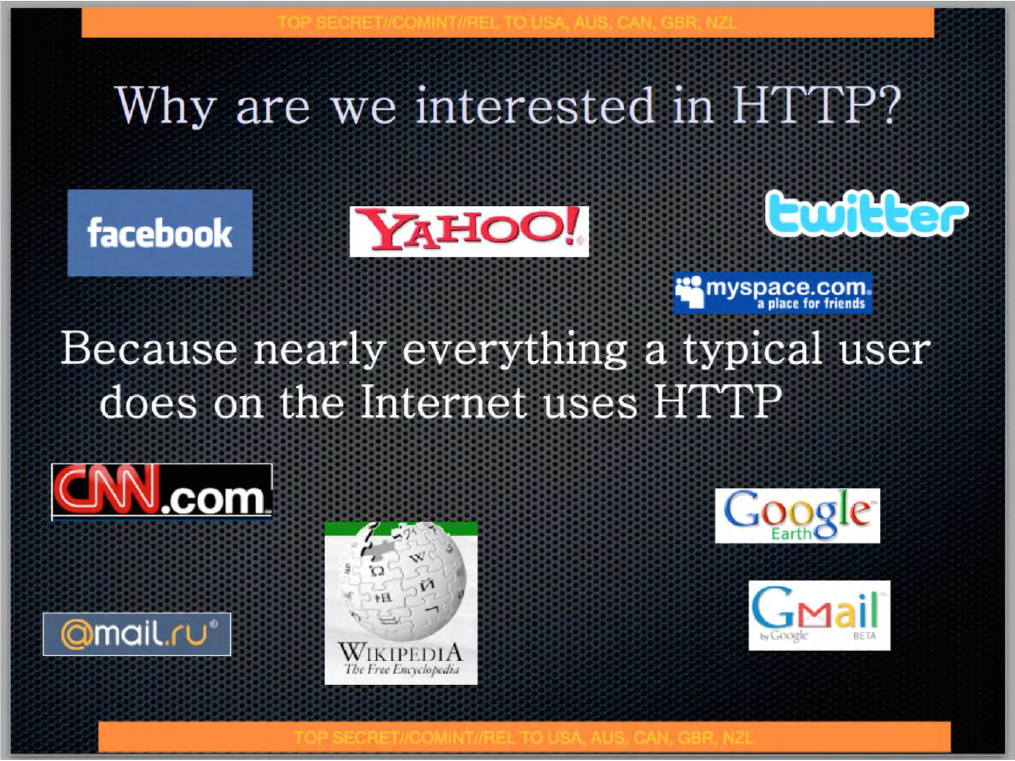
Diapositiva de la NSA que lee:«¿Por qué nos interesa HTTP? Porque casi todo lo que hace un usuario típico de internet es por medio de HTTP».

Los actores originales, además de la WMF, eran la Asociación Nacional de Abogados de Defensa Penal, Human Rights Watch, Amnistía Internacional EUA, el PEN American Center, el Fondo Global para Mujeres, la revista The Nation, el Instituto Rutherford y la Oficina en Washington para Asuntos Latinoamericanos. Entre las personas físicas demandadas se encuentra el fiscal general Eric Holder, el director de Inteligencia Nacional James Clapper y el propio director de la Agencia de Seguridad Nacional, Mike S. Rogers. La demanda se apoya en una diapositiva de alto secreto filtrada por Edward Snowden, en la que la NSA apuntaba directamente a Wikipedia y a sus usuarios como un objetivo de espionaje. Al contrario que en otras demandas similares que no han prosperado y han sido rechazadas, el abogado de la ACLU, Patrick Toomey, señaló que en este caso, dada la envergadura de los demandantes, esta podría prosperar.